# Otus bikegila
A Otus bikegila, comummente conhecida, à escala internacional, como mocho-do-príncipe e regionalmente, à escala nacional, como kitóli-do-príncipe, é uma espécie de estrigédeo endémico da Ilha do Príncipe do Arquipélago de São Tomé e Príncipe. 
Foi descoberto graças ao seu piar nocturno peculiar, pautado por uma nota curta repetida aproximadamente uma vez por segundo, o qual se assemelha aos sons produzidos por certas variedades de cigarras e outros insetos noctívagos. Foi descrito, formalmente, pela primeira vez em 2022.
Dadas as diminutas dimensões da sua população e à exígua área conhecida do seu habitat, os investigadores que o descreveram - Martim Melo, Bárbara Freitas, Philippe Verbelen, Sátiro R. da Costa, entre outros-  peticionaram junto do IUCN para que fosse declarada uma espécie em perigo crítico.
Com a descoberta desta espécie, aumenta o número de espécies de aves endémicas restritas à ilha do Príncipe para 8, o que enfatiza ainda mais o a quantidade sobremaneira elevada de aves endémicas para uma ilha com apenas 139 km2.

## Distribuição
Esta espécie ocorre nas zonas baixas da floresta nativa da Ilha do Príncipe, circunspecta ao Sul da ilha, encontrando-se perfeitamente inserida no Parque Natural do Obô da ilha do Príncipe.

## Canto
O piar desta espécie encontra-se descrito como uma nota curta- semelhante a um "tuu" - que é repetida rapidamente, a cerca de uma nota por segundo. Por vezes os indivíduos desta espécies fazem duetos. O piar do mocho-do-príncipe" faz-se sentir mal anoitece.

## Origens
Mercê das análises filogenéticas que foram realizadas em espécimes de mocho-do-príncipe, concluiu-se que esta espécie descende da primeira colonização das ilhas do Golfo da Guiné, o que faz dela irmã de clado do mocho-d’orelhas-africano (O. senegalensis), endémico do continente africano, e do mocho-de-são-tomé (O. hartlaubi), endémico de São Tomé.

## Etimologia
Do que toca ao nome científico:
- O nome genérico, otus[8], étimo latino que significa «mocho».
- O epíteto específico, Bikegilia, é onomástico e homenageia o funcionário do Parque Natural do Obô, Ceciliano do Bom Jesus, de alcunha «Bikegila»[2], que iniciou a descoberta desta espécie.[4]